# Kiki Smith
Pour les articles homonymes, voir Smith.
Kiki Smith, née le 18 janvier 1954 à Nuremberg, est une artiste multidisciplinaire américaine qui s'est illustrée en gravure, sculpture, dessin, textile, film, installations.
Dans son travail artistique, elle aborde les thèmes du sexe, de la naissance et de la régénération. Ses œuvres figuratives de la fin des années 1980 et du début des années 1990 ont abordé des sujets tels que le sida, le féminisme et le genre, puis, dans ses œuvres plus récentes, de la condition humaine en lien avec la nature. Elle s'est revendiquée dans son œuvre comme étant une féministe.

## Biographie
Le père de Kiki Smith est le sculpteur Tony Smith et sa mère l'actrice et chanteuse d'opéra Jane Lawrence Smith.
Elle est née en 1954 à Nuremberg. En 1955, sa famille quitte l'Allemagne pour South Orange, dans le New Jersey, alors qu'elle est encore bébé. Elle fréquente un court temps la Columbia High School, puis la Hartford Art School dans le Connecticut de 1974 à 1975.
En 1976, elle part pour New York et rejoint un projet d'artistes collaboratif, Colab (en),. En 1984, elle suit brièvement une formation de technicienne médicale d'urgence.
Son art est imprégné de signification politique, sapant les représentations érotiques traditionnelles des femmes par des artistes masculins, et expose souvent les systèmes biologiques internes des femmes en tant que métaphore. Son travail comprend également souvent les thèmes de la naissance et de régénération, ainsi que de la subsistance. Kiki Smith a également été active dans des débats controversés sur le sida et les femmes battues.
Kiki Smith a commencé à sculpter à la fin des années 1970. Elle est surtout connue pour ses sculptures, mais elle crée des œuvres sur un grand nombre de médium différents (dessin, vidéo, photographie, gravure…)

## Œuvre artistique
Marquée par le décès de son père en 1980 et celui de sa sœur Beatrice “Bebe” Smith, du SIDA en 1988, Kiki Smith traite de la mortalité et la dimension physique du corps humain.
Ses sculptures, gravures et dessins ont une dimension féministe hautement revendiquée. Ils explorent la vulnérabilité des corps, subvertissent la représentation traditionnellement érotisée du féminin et investissent le monde de l’enfance d’une inquiétante étrangeté. Cette œuvre organique brouille les frontières entre animal, humain et végétal, ainsi que les hiérarchies de genres et de matériaux : bronze, cire, verre, tissu, laine ou papier sont transfigurés avec la même poésie.

### Gravure et dessins
Kiki Smith a travaillé avec diverses techniques de dessin et gravure. Certaines de ses premières œuvres sont liés à la sérigraphie — sur robes, foulards et chemises — et représentent souvent des parties anatomiques du corps humain.
En collaboration avec Colab, Kiki Smith réalise une série d'affiches politiques au début des années 1980. En 1988, elle crée All Souls, une sérigraphie d'images répétitives d'un fœtus, image issue d'un livre japonais d'anatomie.
Le Museum of Modern Art et le Whitney Museum conservent tous deux d'importantes collections d'estampes de Kiki Smith.
Dans la série Blue Prints (1999), Kiki Smith expérimente le processus de l'aquatinte.
Virgin with Dove (Vierge avec pigeon) réalise avec une aquatinte à l'aérographe, un acide résistant qui protège la plaque de cuivre et qui lors de l'impression, permet de retranscrire un dégradé autour des motifs gravés.
En 2006, dans le cadre d'une commande publique, elle réalise pour la Chalcographie du Louvre une gravure à l'eau-forte, pointe-sèche et aquatinte intitulée Nocturne.

### Sculpture

Rapture (2001), bronze, New York, Pace Gallery.

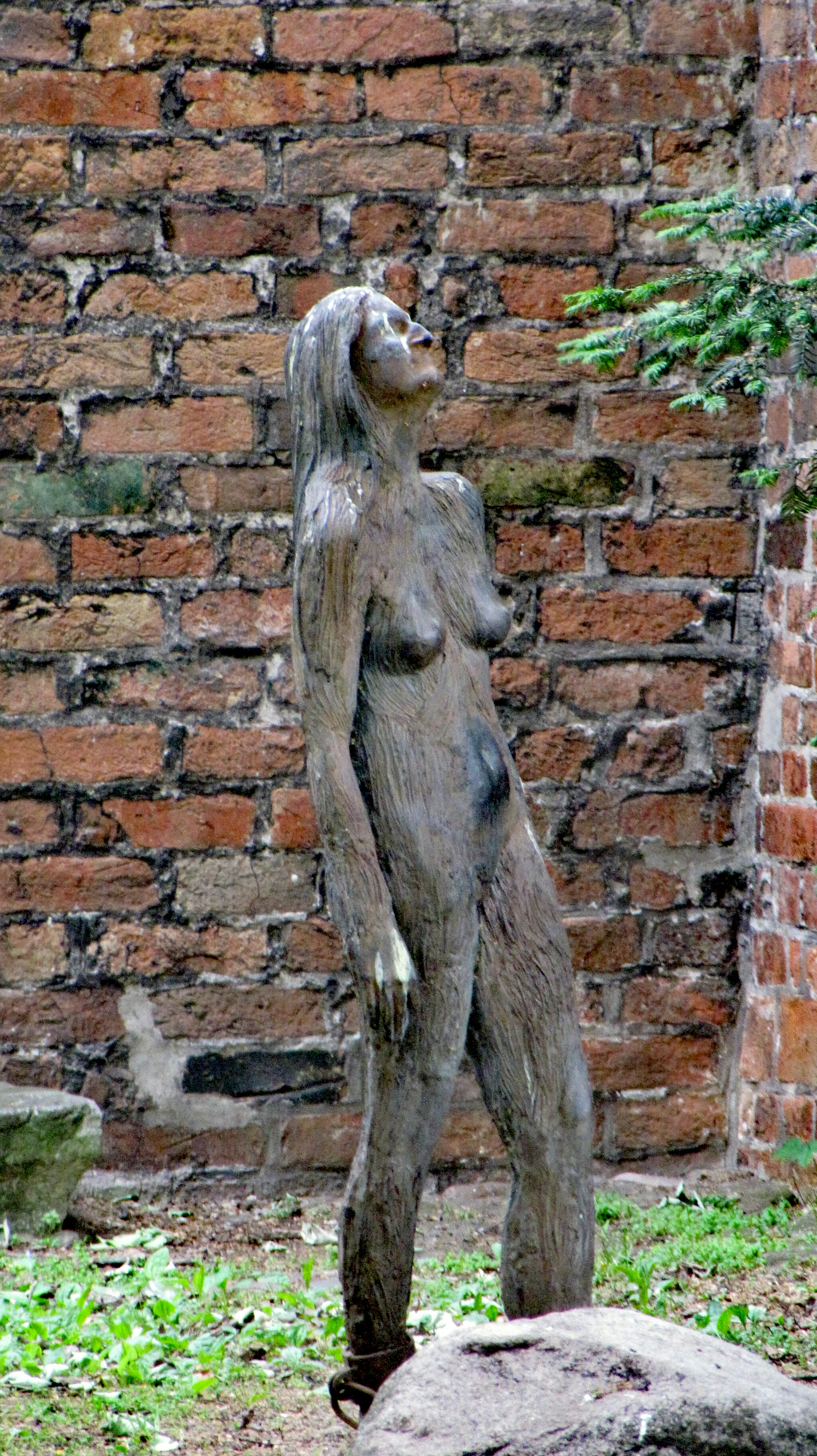
Mary Magdalen, bronze, Lübeck, European Hansemuseum.

Son processus créatif la pousse à toujours expérimenter de nouvelles techniques, par exemple avec des artisans bronziers lors de la préparation de l’exposition avignonnaise « Papesses », en 2013, qui faisait dialoguer ses œuvres avec celles de Camille Claudel et Louise Bourgeois, ou encore en Italie pour parfaire la patine d'une fontaine.
Mary Magdelene (1994), une sculpture en bronze au silicium et acier forgé, est un exemple de nu féminin non conventionnel. Le personnage n'a de peau nulle sauf sur son visage, sa poitrine et la zone autour du nombril. Elle porte une chaîne brisée autour de la cheville, son visage est peu détaillé et tourné vers le haut. Kiki Smith dit qu'elle a été inspirée par les sculptures  de Marie Madeleine dans la sculpture du sud de l'Allemagne, qui la représentent comme une femme sauvage,.
Standing (1998), représente une femme debout au sommet d'un eucalyptus. L'arbre a été coulé à partir d'un eucalyptus mort, faisant apparaître les tunnels d'insectes comme des veines. La figure féminine a été coulée à partir d'un modèle vivant, dans une position de madone. La surface de la peau révèle la musculature et les tendons des bras et des mollets, confirmant l'intérêt de Smith pour l'anatomie. Standing est le premier travail extérieur permanent de Kiki Smith, elle fait partie de la collection Stuart d'art public sur le campus de l'Université de Californie à San Diego.
Lilith, une femme en posture accroupie est accrochée, la tête en bas, sur un mur du Metropolitan Museum of Art, ses yeux de verre regardent par-dessus son épaule,.
En 2010, le musée d'Eldridge Street à New York demande à Kiki Smith et à l'architecte Deborah Gans de créer un nouveau vitrail pour sa synagogue datant de 1887, un monument historique national situé à Lower East Side, Manhattan. La fin de la rénovation de cette synagogue est marquée par une exposition d’œuvres de Kiki Smith en relation avec le site Below the Horizon, 2018.
Elle conçoit également, sur commande, Overture, un mobile de planches hachurées et d'oiseaux en bronze coulé pour le bar du théâtre Claire Tow en 2012 et Memory, en 2019, une installation pour la Fondation DESTE pour l'art contemporain sur l'île grecque d'Hydra.

### Film
En 1984, Kiki Smith achève un film underground en super 8, Cave Girls, partiellement inspirée de la performance de Raquel Welch dans le film de 1966 One Million Years BC. Il est co-dirigé avec Ellen Cooper.
Elle joue aussi dans The Deadly Art of Survival (1979) de Charlie Ahearn et coproduit The Littlest Trampette (2018) de Adele Bertie.

### Livres d'artiste
Kiki Smith crée des livres d'artistes, comme Fountainhead en 1991,, The Vitreous Body en 2001 et Untitled (Book of Hours) en 1986. Ces livres sont généralement illustrés de gravures de sa composition.

### Tapisserie
Depuis 2010, Kiki Smith a créé douze tapisseries jacquard de près de 3 mètres sur 2, tissées en Belgique et éditées par Magnolia Press à Oakland. En 2012, elle expose une série de trois de ces tissages, Earth, Underworld et Sky, au Neuberger Museum of Art. Elles utilisent les éléments de l'imagerie folklorique mystique de Kiki Smith : figures féminines et masculines, flore, faune, constellations.
En 2019, les douze tapisseries sont exposées ensemble dans What I saw on the road au Palazzo Pitti à Florence, en Italie,.
Kiki Smith indique que les tapisseries lui permettent de travailler de plus grandes dimensions et avec des couleurs qu'elle utilise peu d'habitude.

## Récompenses
- 2009 : prix des femmes artistes du Brooklyn Museum[31]
- 2016 : Lieftime Achievment Award remis par l'International Sculpture Center[32], aux côtés de Bernar Venet

## Expositions

### Expositions personnelles
- 1990 : The Museum of Modern Art, New York.
- 1996 : musée des Beaux-arts de Montréal.
- 1997 : Irish Museum of Modern Art, Dublin.
- 1999 : St Louis Art Museum, Missouri.
- 2000 : Stadtische Kunsthalle, Dusseldorf.
- 2002 : International Center for Photography, New York.
- 2003 :
  - Galerie Lelong, Zurich.
  - Galerie Lelong, Paris.
- 2005 :
  - Fondazione Querini Stampalia, Venise, Italie.
- 2006 :
  - Contemporay Arts Museum, Houston.
  - Walker Art Center, Minneapolis.
  - San Francisco Museum of Modern Art.
- 2007 :
  - Galerie Lelong, Paris.
  - Withney Museum of American Art, New York.
- 2009 :
  - Fundación Joan Miró, Barcelone, Espagne.
  - The New York Connection, galerie Fortlaan, Gent, Belgique.
- 2010 :
  - Elizabeth A.Sackler Museum's Center, Brooklyn.
  - Mortal, Galerie Lelong, Printshop, Paris.
  - Galleria Lorcan O’Neill Rome, Italie.
  - Lodestar, The Pace Gallery, New York.
  - Color Still, Under Museum of Contemporary Art, Colle di Val d’Elsa, Italie.
- 2011 :
  - Rituals, High Museum of Art Atlanta.
  - Barbara Krakow Gallery, Boston.
- 2012 :
  - Catching Shadows, galerie Lelong, Paris.
  - Neuberger Museum of Art, New York.
  - Behold, Timothy Taylor Gallery, Londres.
  - Moments of Clarity, Barbara Gross Galerie, Munich.
  - By the Stream, Galleria Raffaella Cortese, Milan, Italie.
  - Gund Gallery, Kenyon College, Gambier, Ohio.
- 2014 :
  - Galleria Continua, San Gimignano, Italie.
  - Wonder, Pace Gallery, New York, .
  - Transformations, UNT on the Square, University of North Texas, Denton.
- 2013 : Invention, Pace Prints, New York.
- 2017 : Shelter, galerie Lelong, Paris.
- 2019 : " Kiki Smith", Monnaie de Paris, Paris.
- 2021 : "From Inside", Galerie Lelong & Co., Paris.

### Expositions collectives
- 2012 :
  - Super Bodies: 3 rd Triennial for Contemporary Art, Fashion and Design, Hasselt, Belgique.
  - Glasstress New York: New Art from the Venice Biennales, Museum of Arts and Design, New York.
  - Do a Book, White Space Beijing, Chine.
  - Art as Magic: Visionary Artists and Their Inner Supernatural World, Aichi Prefectural Museum of Art, Nagoya, Japon.
  - Aus Passion, Zeitgenössiche Kunst aus der Sammlung Hanck, Stiftung Museum Kunstpalast, Düsseldorf.
  - Zoo, musée d’Art contemporain de Montréal.
  - Summer Exhibition, Royal Academy of Arts, Londres.
  - Watch Your Step, Flag Art Foundation, New York.
  - Color Ignited: Glass 1962–2012, Toledo Museum of Art, Ohio.
  - Portfolio: Artists Work in Series, Faulconer Gallery, Grinnell College, Iowa.
  - Summer Group Show 2012, The Pace Gallery, 534 West 25th Street, New York.
  - Streaming Spirits: New Prints by Valerie Hammond and Kiki Smith, galerie Pfriem, Savannah College of Art and Design, Lacoste.
  - It's Always Summer on the Inside, Anton Kern Gallery, New York.
  - Festival international d'art de Toulouse : Artist Comes First, Les Abattoirs, Toulouse.
  - Visual Conversations: Selections from the Collection, Fisher Landau Center for Art, Long Island City, New York.
  - The Female Gaze: Women Artists Making Their World, Pennsylvania Academy of the Fine Arts, Philadelphie.
  - Group exhibition, Savannah College of Art and Design, Georgia.
  - Auf Augenhöhe: Meisterwerke aus Mittelalter und Moderne, Ulmer Museum, Ulm, Allemagne, 5 mai 2012–6 janvier 2013.
  - Gallery of Modern Art, Édimbourg.
  - From Death to Death and Other Small Tales: Masterpieces from the Scottish National Gallery of Modern Art and the D.Daskalopoulos Collection, Scottish National.
- 2013 :
  - Les Abattoirs, Toulouse.
  - From Provincetown to Now: 100 Years of Women in Prints, Mary Ryam Gallery, New York.
  - A family of artists, Kunsthalle Liechtenstein, Vaduz, Liechtenstein.
  - NYC 1993: Experimental Jet Set, Trash and No Star, New Museum, New York.
  - Legacy: The Emily Fisher Landau Collection, Norton Museum of Art, West Palm Beach, Florida.
  - The Moment for Ink, Chinese Culture Center of San Francisco.
  - Waiting Time: Selection from the Museum’s Collections, musée départemental d'Art contemporain de Rochechouart.
  - Frauen. Liebe und Leben, Lehmbruck Museum, Duisburg.
  - Streaming Spirits: New Prints by Valerie Hammond and Kiki Smith, SCAD, Savannah campus.
  - Les Papesses, Collection Lambert, Avignon.
  - Beyond Belief: 100 Years of the Spiritual in Modern Art, Contemporary Jewish Museum, San Francisco.
  - It's New/ It's Now: Recent Gifts of Contemporary Prints and Drawings, Minneapolis Institute of Arts.
  - Fiber Visions: Hangzhou Triennial 2013, Zhejiang Art Museum, Hangzhou, Chine.
- 2014 :
  - Yes, No, Maybe: Artists Working at Crown Point Press, National Gallery of Art, Washington D.C., États-Unis, 1er septembre 2013–5 janvier 2014.
  - Trio : Jaume Plensa, Kiki Smith, Barthélémy Toguo, galerie Lelong, Paris, France, 11 septembre-11 octobre 2014.
- 2017 : Viva Arte Viva, 57e Biennale de Venise, Italie.
- 2019 : Bêtes de Scène, Fondation Villa Datris, L'Isle-sur-la-Sorgue[33]